# Allée couverte von Tourlaville

Schema Galeriegrab

Die ausgegangene Allée couverte von Tourlaville (auch Pierres Pouquelées de Vauville, Pierres Couplées oder Lande Saint-Gabriel genannt) war ein Galeriegrab, etwa 800 m südöstlich der Kirche von Tourlaville auf der Halbinsel Cotentin im Norden des Département Manche in der Normandie in Frankreich.
Das ab 1830 auf Karten verzeichnete Galeriegrab wurde bereits 1773 in einer von Victor Avoine de Chantereyne (1762–1834) der Akademie von Cherbourg überreichten Denkschrift erwähnt. Als Cromlech ist es auf Karten von 1847 und 1854 von Émile de Pontaumont (1807–1892) verzeichnet. 1887 gelang es einem Kommandeur Jouan, das Denkmal zu klassifizieren, was 1899 seine völlige Zerstörung durch das Militär für den Bau einer Redoute nicht verhinderte. Ausgrabungen, über die aber nichts bekannt ist, fanden 1773 „in der Nachbarschaft“ statt. Zu dieser Zeit wurden bereits einige der großen Felsblöcke, aus denen das Denkmal bestand, entfernt.
Bei einer Länge von etwa 16,25 m betrug die Breite der Allée couverte etwa 3,6 m. Die Höhe ist unbekannt. Gemäß Léon Coutil (1856–1943) bestand der Zugang zur West-Ost orientierten Megalithanlage aus zwei Steinen, die etwa 1,1 m voneinander entfernt standen. Aber diese Weite der Steine, die bewegt wurden, ist fraglich, da die Breite direkt auf 2,5 m überging, eine Dimension, die die Länge bestimmt und im Osten sogar auf 3,5 m zunahm. 
Ursprünglich gab es 14 Tragsteine auf jeder Seite. Die Nordseite ist besser erhalten und besteht aus acht Tragsteinen, während es im Süden fünf sind, die eine Lücke von 6,5 m aufweisen. Die Blöcke sind etwa 0,8 bis 1,0 m hoch. Im Osten steht ein 1,4 m langer Stein vertikal auf der Achse. Er könnte als Endstein verwendet worden sein. Alle Decksteine sind verschwunden, außer einem, der nordwestlich des Denkmals liegt. Der etwa 2,0 × 1,5 m messende Stein ist viel größer als alle Tragsteine. Laut L. Coutil befindet sich  im Osten des Denkmals eine bei Ausgrabungen entstandene kreisrunde Höhle. Alle Materialien, die verwendet werden, sind aus Arkose, einem Sandstein mit hohem Feldspatgehalt, der den Untergrund bildet. 
Pläne wurden 1773 von Théodore Du Moncel, 1833 von Louis Ragonde (1804–1840) und 1905 von Rouxel veröffentlicht. Eine Lithographie wurde 1868 von E. Tollemer gemacht, und später von übernommen. Nach dem Plan von 1905 und den Beschreibungen scheint das Monument zu einer Reihe langer Ost-West orientierter Galerien, mit einer schmalen Vorhalle im Westen, zu gehören. Der Zugang lag wahrscheinlich im Westen auf der Achse. Jean L’Helgouach (1933–2000) vergleicht das Denkmal mit dem „Doppelgrab“ der Allée couverte von Kernic.
In der Nähe liegt die Allée couverte de la Forge.